# Puchar Panamerykański w Piłce Siatkowej Mężczyzn 2014
Puchar Panamerykański w Piłce Siatkowej Mężczyzn 2014 – odbył się w Tijuana w Meksyku w dniach 11-16 sierpnia 2014 roku. Była to dziewiąta edycja turnieju. Wzięło w nim udział 9 zespołów z dwóch konfederacji.

## System rozgrywek
IX Puchar Panamerykański w Piłce Siatkowej Mężczyzn rozgrywany był według poniższego systemu
- W zawodach brało udział 9 zespołów.
- Zespoły zostały podzielone na trzy grupy, w grupach rozgrywki odbywają się systemem "każdy z każdym".
- Przy ustalaniu kolejności zespołów w tabeli decydują: punkty i liczba meczów wygranych, współczynnik punktowy (iloraz punktów zdobytych do straconych), współczynnik setowy (iloraz setów zdobytych do straconych).
- Drużyny z pierwszych miejsc w grupie automatycznie awansują do półfinału, drużyny z miejsc drugiego i trzeciego muszą rozegrać dodatkowy mecz o wejście do półfinału.

## Drużyny uczestniczące
| Grupa A                           | Grupa B                   | Grupa C                    |
| --------------------------------- | ------------------------- | -------------------------- |
| Meksyk Kolumbia Stany Zjednoczone | Kuba Portoryko Dominikana | Kanada Wenezuela Argentyna |

## Faza grupowa
awans do półfinału
     awans do ćwierćfinału
     mecze o miejsca 5-9

### Grupa A
Tabela
| Lp. | Drużyna           | Mecze | Mecze | Mecze | Pkt | Małe punkty | Małe punkty | Małe punkty | Sety | Sety | Sety  |
| Lp. | Drużyna           | M     | W     | P     | Pkt | zdob.       | str.        | ratio       | wyg. | prz. | ratio |
| --- | ----------------- | ----- | ----- | ----- | --- | ----------- | ----------- | ----------- | ---- | ---- | ----- |
| 1   | Stany Zjednoczone | 2     | 2     | 0     | 10  | 156         | 131         | 1.191       | 6    | 0    | MAX   |
| 2   | Meksyk            | 2     | 1     | 1     | 5   | 151         | 145         | 1.041       | 3    | 3    | 1.000 |
| 3   | Kolumbia          | 2     | 0     | 2     | 0   | 120         | 151         | 0.795       | 0    | 6    | 0.000 |

Źródło: NORCECA
Punktacja: 3:0 – 5 pkt, 3:1 – 4 pkt, 3:2 – 3 pkt, 2:3 – 2 pkt, 1:3 – 1 pkt, 0:3 – 0 pkt
Zasady ustalania kolejności: 1. liczba zwycięstw, 2. liczba punktów, 3. stosunek małych punktów, 4. stosunek setów, 5. bilans w bezpośrednich meczach
Wyniki
| Data  | Godz. | Drużyna 1 | Wynik | Drużyna 2         | 1     | 2     | 3     | 4 | 5 | Widzów | * |
| ----- | ----- | --------- | ----- | ----------------- | ----- | ----- | ----- | - | - | ------ | - |
| 11.08 | 21:28 | Meksyk    | 3:0   | Kolumbia          | 25:20 | 25:20 | 26:24 |   |   | 2500   |   |
| 12.08 | 19:08 | Kolumbia  | 0:3   | Stany Zjednoczone | 18:25 | 23:25 | 15:25 |   |   | 1500   |   |
| 13.08 | 19:46 | Meksyk    | 0:3   | Stany Zjednoczone | 29:31 | 23:25 | 23:25 |   |   | 2500   |   |

### Grupa B
Tabela
| Lp. | Drużyna    | Mecze | Mecze | Mecze | Pkt | Małe punkty | Małe punkty | Małe punkty | Sety | Sety | Sety  |
| Lp. | Drużyna    | M     | W     | P     | Pkt | zdob.       | str.        | ratio       | wyg. | prz. | ratio |
| --- | ---------- | ----- | ----- | ----- | --- | ----------- | ----------- | ----------- | ---- | ---- | ----- |
| 1   | Kuba       | 2     | 2     | 0     | 8   | 180         | 167         | 1.078       | 6    | 2    | 3.000 |
| 2   | Portoryko  | 2     | 1     | 1     | 7   | 184         | 166         | 1.108       | 5    | 3    | 1.667 |
| 3   | Dominikana | 2     | 0     | 2     | 0   | 122         | 153         | 0.797       | 0    | 6    | 0.000 |

Źródło: NORCECA
Punktacja: 3:0 – 5 pkt, 3:1 – 4 pkt, 3:2 – 3 pkt, 2:3 – 2 pkt, 1:3 – 1 pkt, 0:3 – 0 pkt
Zasady ustalania kolejności: 1. liczba zwycięstw, 2. liczba punktów, 3. stosunek małych punktów, 4. stosunek setów, 5. bilans w bezpośrednich meczach
Wyniki
| Data  | Godz. | Drużyna 1  | Wynik | Drużyna 2  | 1     | 2     | 3     | 4     | 5     | Widzów | * |
| ----- | ----- | ---------- | ----- | ---------- | ----- | ----- | ----- | ----- | ----- | ------ | - |
| 11.08 | 17:37 | Kuba       | 3:2   | Portoryko  | 18:25 | 26:24 | 25:20 | 21:25 | 15:12 | 950    |   |
| 12.08 | 15:00 | Portoryko  | 3:0   | Dominikana | 25:17 | 25:18 | 28:26 |       |       | 300    |   |
| 13.08 | 15:00 | Dominikana | 0:3   | Kuba       | 19:25 | 19:25 | 23:25 |       |       | 350    |   |

### Grupa C
Tabela
| Lp. | Drużyna   | Mecze | Mecze | Mecze | Pkt | Małe punkty | Małe punkty | Małe punkty | Sety | Sety | Sety  |
| Lp. | Drużyna   | M     | W     | P     | Pkt | zdob.       | str.        | ratio       | wyg. | prz. | ratio |
| --- | --------- | ----- | ----- | ----- | --- | ----------- | ----------- | ----------- | ---- | ---- | ----- |
| 1   | Argentyna | 2     | 2     | 0     | 8   | 198         | 183         | 1.082       | 6    | 2    | 3.000 |
| 2   | Wenezuela | 2     | 1     | 1     | 4   | 177         | 175         | 1.011       | 3    | 4    | 0.750 |
| 3   | Kanada    | 2     | 0     | 2     | 3   | 197         | 214         | 0.921       | 3    | 6    | 0.500 |

Źródło: NORCECA
Punktacja: 3:0 – 5 pkt, 3:1 – 4 pkt, 3:2 – 3 pkt, 2:3 – 2 pkt, 1:3 – 1 pkt, 0:3 – 0 pkt
Zasady ustalania kolejności: 1. liczba zwycięstw, 2. liczba punktów, 3. stosunek małych punktów, 4. stosunek setów, 5. bilans w bezpośrednich meczach
Wyniki
| Data  | Godz. | Drużyna 1 | Wynik | Drużyna 2 | 1     | 2     | 3     | 4     | 5     | Widzów | * |
| ----- | ----- | --------- | ----- | --------- | ----- | ----- | ----- | ----- | ----- | ------ | - |
| 11.08 | 15:00 | Kanada    | 1:3   | Wenezuela | 20:25 | 17:25 | 25:21 | 28:30 |       | 500    |   |
| 12.08 | 17:00 | Wenezuela | 0:3   | Argentyna | 20:25 | 33:35 | 23:25 |       |       | 450    |   |
| 13.08 | 17:00 | Argentyna | 3:2   | Kanada    | 25:18 | 21:25 | 25:22 | 23:25 | 19:17 | 1650   |   |

## Faza pucharowa

### Mecze o miejsca 1-6
|  |              |              |              |    |                   |           |                   |           |    |      |       |       |       |
|  | Ćwierćfinały | Ćwierćfinały | Ćwierćfinały |    |                   | Półfinały | Półfinały         | Półfinały |    |      | Finał | Finał | Finał |
|  | Ćwierćfinały | Ćwierćfinały | Ćwierćfinały |    |                   | Półfinały | Półfinały         | Półfinały |    |      | Finał | Finał | Finał |
|  |              |              |              |    |                   |           |                   |           |    |      |       |       |       |
|  |              |              |              |    |                   |           |                   |           |    |      |       |       |       |
|  |              |              |              | C1 | Argentyna         | 2         |                   |           |    |      |       |       |       |
|  |              |              |              | C1 | Argentyna         | 2         |                   |           |    |      |       |       |       |
|  | B1           | Kuba         | 3            |    |                   | B1        | Kuba              | 3         |    |      |       |       |       |
|  | B1           | Kuba         | 3            |    |                   | B1        | Kuba              | 3         |    |      |       |       |       |
|  | C2           | Wenezuela    | 2            |    |                   |           |                   |           | B1 | Kuba | 3     |       |       |
|  | C2           | Wenezuela    | 2            |    |                   |           |                   |           | B1 | Kuba | 3     |       |       |
|  |              |              |              |    |                   | A1        | Stany Zjednoczone | 0         |    |      |       |       |       |
|  |              |              |              |    |                   | A1        | Stany Zjednoczone | 0         |    |      |       |       |       |
|  |              |              |              | A1 | Stany Zjednoczone | 3         |                   |           |    |      |       |       |       |
|  |              |              |              | A1 | Stany Zjednoczone | 3         |                   |           |    |      |       |       |       |
|  | B2           | Portoryko    | 3            |    |                   | B2        | Portoryko         | 0         |    |      |       |       |       |
|  | B2           | Portoryko    | 3            |    |                   | B2        | Portoryko         | 0         |    |      |       |       |       |
|  | A2           | Meksyk       | 1            |    |                   |           |                   |           |    |      |       |       |       |
|  | A2           | Meksyk       | 1            |    |                   |           |                   |           |    |      |       |       |       |

### Mecz o 9. miejsce
| Data  | Godz. | Drużyna 1  | Wynik | Drużyna 2 | 1     | 2     | 3     | 4     | 5 | Widzów | * |
| ----- | ----- | ---------- | ----- | --------- | ----- | ----- | ----- | ----- | - | ------ | - |
| 14.08 | 15:00 | Dominikana | 3:1   | Kolumbia  | 25:21 | 25:27 | 25:20 | 25:21 |   | 300    |   |

### Mecz o 7. miejsce
| Data  | Godz. | Drużyna 1 | Wynik | Drużyna 2  | 1     | 2     | 3     | 4     | 5     | Widzów | * |
| ----- | ----- | --------- | ----- | ---------- | ----- | ----- | ----- | ----- | ----- | ------ | - |
| 15.08 | 15:00 | Kanada    | 3:2   | Dominikana | 25:21 | 22:25 | 22:25 | 25:16 | 15:13 | 250    |   |

### Mecz o 5. miejsce
| Data  | Godz. | Drużyna 1 | Wynik | Drużyna 2 | 1     | 2     | 3     | 4     | 5 | Widzów | * |
| ----- | ----- | --------- | ----- | --------- | ----- | ----- | ----- | ----- | - | ------ | - |
| 16.08 | 15:00 | Meksyk    | 1:3   | Wenezuela | 25:22 | 20:25 | 15:25 | 23:25 |   | 150    |   |

### Ćwierćfinały
| Data  | Godz. | Drużyna 1 | Wynik | Drużyna 2 | 1     | 2     | 3     | 4     | 5    | Widzów | * |
| ----- | ----- | --------- | ----- | --------- | ----- | ----- | ----- | ----- | ---- | ------ | - |
| 14.08 | 17:00 | Kuba      | 3:2   | Wenezuela | 23:25 | 25:20 | 25:16 | 29:31 | 15:6 | 600    |   |
| 14.08 | 20:13 | Portoryko | 3:1   | Meksyk    | 27:25 | 25:23 | 23:25 | 25:16 |      | 2500   |   |

### Półfinały
| Data  | Godz. | Drużyna 1         | Wynik | Drużyna 2 | 1     | 2     | 3     | 4     | 5     | Widzów | * |
| ----- | ----- | ----------------- | ----- | --------- | ----- | ----- | ----- | ----- | ----- | ------ | - |
| 15.08 | 17:39 | Argentyna         | 2:3   | Kuba      | 22:25 | 18:25 | 25:19 | 25:23 | 13:15 | 500    |   |
| 15.08 | 20:13 | Stany Zjednoczone | 3:0   | Portoryko | 28:26 | 25:22 | 26:24 |       |       | 2800   |   |

### Mecz o 3. miejsce
| Data  | Godz. | Drużyna 1 | Wynik | Drużyna 2 | 1     | 2     | 3     | 4     | 5     | Widzów | * |
| ----- | ----- | --------- | ----- | --------- | ----- | ----- | ----- | ----- | ----- | ------ | - |
| 16.08 | 17:19 | Argentyna | 3:2   | Portoryko | 25:21 | 25:23 | 20:25 | 24:26 | 18:16 | 1500   |   |

### Finał
| Data  | Godz. | Drużyna 1 | Wynik | Drużyna 2         | 1     | 2     | 3     | 4 | 5 | Widzów | * |
| ----- | ----- | --------- | ----- | ----------------- | ----- | ----- | ----- | - | - | ------ | - |
| 16.08 | 20:00 | Kuba      | 3:0   | Stany Zjednoczone | 25:16 | 25:23 | 25:23 |   |   | 2100   |   |

## Nagrody indywidualne
| MVP            | Najlepszy punktujący | Najlepszy atakujący | Najlepsi środkowi                 | Najlepszy zagrywający | Najlepszy rozgrywający | Najlepsi skrzydłowi                     | Najlepszy blokujący | Najlepszy libero | Najlepszy broniący | Najlepszy przyjmujący |
| -------------- | -------------------- | ------------------- | --------------------------------- | --------------------- | ---------------------- | --------------------------------------- | ------------------- | ---------------- | ------------------ | --------------------- |
| Rolando Cepeda | Maurice Torres       | José Miguel Cáceres | Mannix Román David Fiel Rodriguez | Kervin Piñerua        | Robert Boldog          | Javier Ernesto Jiménez Rodrigo Villalba | Mannix Román        | Franco López     | Franco López       | José Rivera           |

## Klasyfikacja końcowa
| Miejsce | Reprezentacja     |
| ------- | ----------------- |
| złoto   | Kuba              |
| srebro  | Stany Zjednoczone |
| brąz    | Argentyna         |
| 4       | Portoryko         |
| 5       | Wenezuela         |
| 6       | Meksyk            |
| 7       | Kanada            |
| 8       | Dominikana        |
| 9       | Kolumbia          |